# Tinodes luscinia
Tinodes luscinia là một loài Trichoptera trong họ Psychomyiidae. Chúng phân bố ở miền Cổ bắc.